# 北底乡
北底乡，是中华人民共和国山西省长治市襄垣县下辖的一个乡镇级行政单位。2021年4月1日，撤销善福乡、北底乡，合并设立善福镇。将原北底乡所辖的北底、东垴头、阁老凹3个村委会划归古韩镇管辖。

## 行政区划
北底乡下辖以下地区：
。